# Джуреган
Джурега́н (перс. جورقان‎) — небольшой город на западе Ирана, в провинции Хамадан. Входит в состав шахрестана Хамадан и является северным пригородом его одноимённого центра. На 2006 год население составляло 8 851 человека.

## География
Город находится в центральной части Хамадана, в горной местности, на высоте 1 740 метров над уровнем моря.
Джуреган расположен на расстоянии приблизительно 5-6 километров к северу от Хамадана, административного центра провинции и на расстоянии 260 километров к юго-западу от Тегерана, столицы страны.